# Édouard Vigneron
Pour les articles homonymes, voir Vigneron (homonymie).
Édouard Vigneron (30 octobre 1896, Nancy, Meurthe-et-Moselle-1er février 1972, Nancy, Meurthe-et-Moselle) chef du service des étrangers de la police de Nancy, avec ses adjoints, est responsable du sauvetage de Juifs à Nancy lors de la Rafle manquée de Nancy. Il est un des Justes parmi les nations.

## Biographie
Édouard Vigneron est né le 30 octobre 1896 à Nancy en Meurthe-et-Moselle,
.

### Première Guerre mondiale
Édouard Vigneron devient engagé volontaire le 23 août 1914 au 17e régiment de chasseurs à cheval. Il est évacué malade le 17 avril 1917 (cécité temporaire à la suite d'un gazage). Il passe au 2e groupe d'aviation le 24 avril 1918. Il est démobilisé le 22 mars 1919.

### Carrière dans la police à Nancy
Édouard Vigneron est affecté à la police municipale de Nancy le 1er octobre 1922. Il est nommé Secrétaire, à la suite d'un concours interne, le 1er octobre 1924. Il devient Secrétaire Principal le 1er avril 1939.
Il est nommé Chef du Service des Etrangers en septembre 1940.
En juillet 1942, Édouard Vigneron aidé de ses subordonnés, permet à 350 Juifs étrangers de Nancy d'échapper à une rafle préparée par les autorités nazies.
Édouard Vigneron est arrêté par la Gestapo le 19 août 1942 pour avoir facilité le passage illicite de la Ligne de démarcation en établissant des cartes d'identité à des juifs sans y apposer la mention spéciale. Il est emprisonné pendant trois mois à la maison d'arrêt Charles-III de Nancy, jusqu'au 27 novembre 1942.
Édouard Vigneron prend sa retraite le 5 septembre 1942, retraite qu'il sollicite pour raisons de santé et afin d'éviter la révocation exigée par les autorités allemandes.
Il est arrêté une deuxième fois par la Gestapo le 10 mai 1943. Il est transféré à Paris et emprisonné 3 mois à Fresnes pour avoir établi une fausse carte d'identité à un Français, agent d'un service de renseignements.
Il est reclassé, le 6 décembre 1944, dans la police régionale d'État, en qualité de Secrétaire de Classe Exceptionnelle, avec effet rétroactif au 1er mai 1942.
Il prend sa retraite le 30 octobre 1951.

## Honneurs
- Médaille interalliée de la Victoire
- Médaille commémorative de la guerre 1914–1918
- Médaille d'honneur de la police nationale (1938)
- Médaille de la Reconnaissance anglaise (1945)
- Officier de l'ordre des Palmes académiques (1950).
- Chevalier de la Légion d'honneur (1951)
- École nationale supérieure de la Police: 2005-2007 - 57e promotion[5] : Édouard Vigneron (commissaire de police, chef du service des étrangers à Nancy durant la seconde guerre mondiale, il a favorisé la fuite des Juifs étrangers lors de la Rafle manquée de Nancy. Arrêté en août 1942, il est alors démis de ses fonctions puis emprisonné. Il est récipiendaire à titre posthume de la médaille des Justes parmi les nations de l'Institut Yad Vashem.
- La 55e promotion de l'Institut Régional d'Administration de Lille a choisi son nom[6].